# Гіздіта (Румунія)
Гіздіта (рум. Ghizdita) — село у повіті Бузеу в Румунії. Входить до складу комуни Минзелешть.
Село розташоване на відстані 125 км на північ від Бухареста, 40 км на північ від Бузеу, 107 км на захід від Галаца, 83 км на схід від Брашова.

## Населення
За даними перепису населення 2002 року у селі проживали 94 особи, усі — румуни. Усі жителі села рідною мовою назвали румунську.